# Campionati italiani di triathlon lungo del 2005
I Campionati italiani di triathlon lungo del 2005 sono stati organizzati dalla Federazione Italiana Triathlon e si sono tenuti a Gabicce Mare in Marche, in data 4 settembre 2005.
Tra gli uomini ha vinto Stefano Paoli (Läufer Club Bozen), mentre la gara femminile è andata a Martina Dogana (Tri. Rari Nantes Marostica).

## Risultati

### Élite uomini
| Pos. | Atleta                   | Società sportiva         | Nuoto    | Bici     | Corsa    | Totale   |
| ---- | ------------------------ | ------------------------ | -------- | -------- | -------- | -------- |
|      | Stefano Paoli            | Läufer Club Bozen        | 00:59:12 | 03:18:03 | 02:11:23 | 06:28:38 |
|      | Leonardo Simoncini       | Libertas Triathlon Terni | 00:59:03 | 03:27:07 | 02:02:41 | 06:28:51 |
|      | Federico Girasole        | Pasta Granarolo          | 01:00:19 | 03:23:54 | 02:06:41 | 06:30:54 |
| 4    | Alberto Roviera          | Ironbiella               | 01:04:59 | 03:29:47 | 01:59:29 | 06:34:15 |
| 5    | Werner Uberbacher        | Läufer Club Bozen        | 01:05:14 | 03:22:59 | 02:07:47 | 06:36:00 |
| 6    | Stefano Bortolami        | Padova Triathlon         | 00:55:48 | 03:35:44 | 02:05:07 | 06:36:39 |
| 7    | Alessandro Alessandri    | T.D. Rimini              | 01:11:18 | 03:14:27 | 02:11:31 | 06:37:16 |
| 8    | Ferdinando Vatteroni     | Team Marbleman           | 01:01:54 | 03:28:35 | 02:07:11 | 06:37:40 |
| 9    | Gabriele Mazzetta        | Torino 3                 | 00:59:21 | 03:26:17 | 02:12:36 | 06:38:14 |
| 10   | Massimo Torsani          | T.D. Rimini              | 01:12:21 | 03:22:35 | 02:03:40 | 06:38:36 |
| 11   | Marco Troni              | T.D. Rimini              | 01:13:02 | 03:21:52 | 02:05:10 | 06:40:04 |
| 12   | Francesco Brembilla      | Triathlon Bergamo        | 01:04:20 | 03:29:21 | 02:09:39 | 06:43:20 |
| 13   | Alessandro Robustelli    | Hot Bike Triathlon       | 01:07:48 | 03:25:52 | 02:10:01 | 06:43:41 |
| 14   | Esteban Macias           | Los Tigres               | 01:02:59 | 03:36:10 | 02:05:06 | 06:44:15 |
| 15   | Luigi Salvatori          | Fbtrimotorwagen          | 01:07:13 | 03:26:20 | 02:12:03 | 06:45:36 |
| 16   | Claudio Balboni          | Pol. Centese T&D         | 01:07:44 | 03:31:44 | 02:06:50 | 06:46:18 |
| 17   | Andrea Vajente           | T.D. Rimini              | 00:56:05 | 03:24:02 | 02:28:11 | 06:48:18 |
| 18   | Armando Pizzoni Ardemani | Jhonny Triathlon         | 01:02:09 | 03:29:29 | 02:20:18 | 06:51:56 |
| 19   | Marco Verardo            | CUS Parma Medel          | 01:12:58 | 03:28:08 | 02:11:20 | 06:52:26 |
| 20   | Riccardo Re              | ARC Busto Arsizio        | 01:00:11 | 03:33:25 | 02:19:29 | 06:53:05 |

### Élite donne
| Pos. | Atleta            | Società sportiva           | Nuoto    | Bici     | Corsa    | Totale   |
| ---- | ----------------- | -------------------------- | -------- | -------- | -------- | -------- |
|      | Martina Dogana    | Tri. Rari Nantes Marostica | 01:05:34 | 03:48:34 | 02:18:13 | 07:12:21 |
|      | Lisa Desiderà     | G.P. Triathlon             | 01:08:33 | 03:51:07 | 02:32:26 | 07:32:06 |
|      | Anna Quagliaro    | G.P. Triathlon             | 01:17:14 | 03:55:39 | 02:32:29 | 07:45:22 |
| 4    | Monnalisa Granai  | Team Marbleman             | 01:06:54 | 04:10:54 | 02:35:01 | 07:52:49 |
| 5    | Daniela Pallaro   | G.P. Triathlon             | 01:09:12 | 04:09:04 | 02:35:49 | 07:54:05 |
| 6    | Elisabetta Stampi | CUS Ferrara                | 01:18:15 | 04:06:36 | 02:36:36 | 08:01:27 |
| 7    | Simona Bianconi   | Pasta Granarolo            | 01:03:17 | 04:21:52 | 02:41:46 | 08:06:55 |
| 8    | Virna Stavla      | Padova Triathlon           | 01:43:55 | 04:15:53 | 02:42:06 | 08:41:54 |
| 9    | Cinzia Arduzzoni  | CUS Parma Medel            | 01:32:13 | 04:20:44 | 02:51:25 | 08:44:22 |
| 10   | Sarah Marchetti   | CUS Ferrara                | 01:39:22 | 04:38:50 | 03:07:16 | 09:25:28 |
| 11   | Denise Guerra     | T.D. Rimini                | 01:34:49 | 04:22:09 | 03:32:49 | 09:29:47 |